# Бракис
Бракис (фр. Braquis) насеље је и општина у североисточној Француској у региону Лорена, у департману Меза која припада префектури Верден.
По подацима из 2011. године у општини је живело 96 становника, а густина насељености је износила 19,39 становника/km². Општина се простире на површини од 4,95 km². Налази се на средњој надморској висини од 206 метара (максималној 222 m, а минималној 199 m).

## Демографија
| 1962. | 1968. | 1975. | 1982. | 1990. | 1999. | 2011. |
| ----- | ----- | ----- | ----- | ----- | ----- | ----- |
| 96    | 105   | 104   | 106   | 87    | 85    | 96    |

График промене броја становника у току последњих година